# Amakusanthura botosaneanui
Amakusanthura botosaneanui es una especie de crustáceo isópodo marino de la familia Anthuridae.

## Distribución geográfica
Es endémica de las islas Canarias (España).